# 本杰明·斯波克
本杰明·斯波克（1903年5月2日—1998年3月15日）是一名美国儿科医生。他著有《婴儿和儿童保健》一本。此书于1946年出版，并保持畅销。书中有一句话对于母亲说道：“你知道的比你认为和做的多”。
斯波克是第一个通过研究精神分析来理解孩子的需要以及家庭活力的儿科医生。
斯波克在耶鲁大学的时候赢得1924年奥林匹克运动会赛艇金牌。